# Портрет Егора Ивановича Властова
«Портрет Егора Ивановича Властова» — картина Джорджа Доу и его мастерской из Военной галереи Зимнего дворца.
Картина представляет собой погрудный портрет генерал-лейтенанта Егора Ивановича Властова из состава Военной галереи Зимнего дворца.
Во время Отечественной войны 1812 года полковник Властов был шефом 24-го егерского полка и командовал бригадой в 5-й пехотной дивизии корпуса П. Х. Витгенштейна, за отличие в сражении при Клястицах произведён в генерал-майоры и далее отличился в сражении на Березине. В Заграничных походах был во многих сражениях в Пруссии, Саксонии и Франции, за штурм Монмартрских высот получил чин генерал-лейтенанта. Во время Ста дней командовал 6-й пехотной дивизией.
Изображён в генеральском мундире, введённом для пехотных генералов 7 мая 1817 года. Слева на груди звезда ордена Св. Анны 1-й степени; на шее крест ордена Св. Георгия 3-й степени, по борту мундира кресты ордена Св. Владимира 2-й степени и прусского ордена Красного орла 2-й степени; справа на груди серебряная медаль «В память Отечественной войны 1812 года» на Андреевской ленте, бронзовая дворянская медаль «В память Отечественной войны 1812 года» на Владимирской ленте и звезда ордена Св. Владимира 2-й степени. С тыльной стороны картины надпись: Vlastoff. Подпись на раме: Е. И. Властовъ, Генералъ Лейтенантъ.
7 августа 1820 года Комитетом Главного штаба по аттестации Властов был включён в список «генералов, заслуживающих быть написанными в галерею» и 6 ноября 1821 года император Александр I приказал написать его портрет. 26 апреля 1823 года Властов отправил в Инспекторский департамент Военного министерства письмо, в котором сообщал, что «находясь по болезни моей в отпуску до излечения оной быть лично в Санкт-Петербурге для снятия портрета и свидания с живописцем Довом не могу» и далее пишет что посылает Доу для копирования миниатюру со своим портретом, с условием её возврата. 24 декабря 1824 года Властов снова пишет в Инспекторский департамент с просьбой «буде оный портрет (посланный ранее для копирования) более не нужен мне возвратить в место жительства в город Ярославль». 16 января 1825 года из Инспекторского департамента пришел ответ Властову: «Живописец Дове отозвался, что портрет Ваш скоро будет приведён к окончанию и Вам возвращён». Однако Доу явно ввёл в заблуждение и чиновников Инспекторского департамента, и самого Властова — несмотря на то, что аванс Доу был выплачен 31 июля 1823 года, портрет к концу 1825 года ещё не был готов и его не значилось ни в первой массовой сдаче галерейных портретов в Эрмитаж, произошедшей в сентябре 1825 года, ни в нескольких последующих. В середине января 1826 года Властов сам приезжал в Санкт-Петербург и, вероятно, забрал свой портрет-прототип; возможно, тогда же и позировал Доу. Окончательный расчет с Доу за этот портрет произошёл 15 января 1828 года и 21 января готовый портрет был сдан в Эрмитаж. Поскольку предыдущая сдача портретов была 8 июля 1827 года, то окончание этой работы можно считать между серединой 1827 и началом 1828 годов. Современное местонахождение миниатюры-прототипа неизвестно.
В 1840-х годах в мастерской Карла Крайя по рисунку И. А. Клюквина с портрета была сделана литография, опубликованная в книге «Император Александр I и его сподвижники» и впоследствии неоднократно репродуцированная. В части тиража была использована другая неподписанная литография с галерейного портрета, отличающаяся незначительными деталями.